# Straal des doods
Straal des doods (Russisch: Луч смерти, Loetsj smerti) is een Sovjet-Russische stomme  sciencefiction-/actiefilm van Lev Koelesjov en Vsevolod Poedovkin uit 1925. 
De film is slechts gedeeltelijk bewaard gebleven, ca. één vierde van de film (de afloop) ontbreekt.

## Verhaal
In een niet nader bepaald kapitalistisch buitenland komen fabrieksarbeiders in opstand. De opstand wordt door de fabrieksdirectie en een niet nader bepaalde fascistische organisatie onderdrukt, maar de opstandelingenleider Tomas Lann slagt erin om naar de Sovjet-Unie te vluchten. In de Sovjet-Unie maakt hij kennis met de ingenieur Podobed die de straal des doods, een laserachtig superwapen, uitgevonden heeft. De buitenlandse spionnen krijgen lucht van de uitvinding en stelen het om het tegen opstandige arbeiders in te zetten. Na veel achtervolgingen, schietpartijen, gevechten en dergelijke slaagt Tomas Lann erin om de straal des doods in handen te krijgen en naar 'zijn' buitenland over te brengen. Gewapend met de straal des doods behalen de opstandige arbeiders overwinning op de kapitalisten.

## Rolverdeling
| Acteur               | Personage         |
| -------------------- | ----------------- |
| Porfiri Podobed      | Ingenieur Podobed |
| Vsevolod Pudovkin    | vader Revo        |
| Vladimir Fogel       | Fascist Fog       |
| Aleksandra Khokhlova | Zuster Edith      |
| Leonid Obolensky     | Mayor Hard        |
| Sergei Komarov       | Thomas Lann       |
| Andrei Fajt          | agent             |
| Mikhail Doller       |                   |
| Lev Kuleshov         |                   |